# Viande de veau

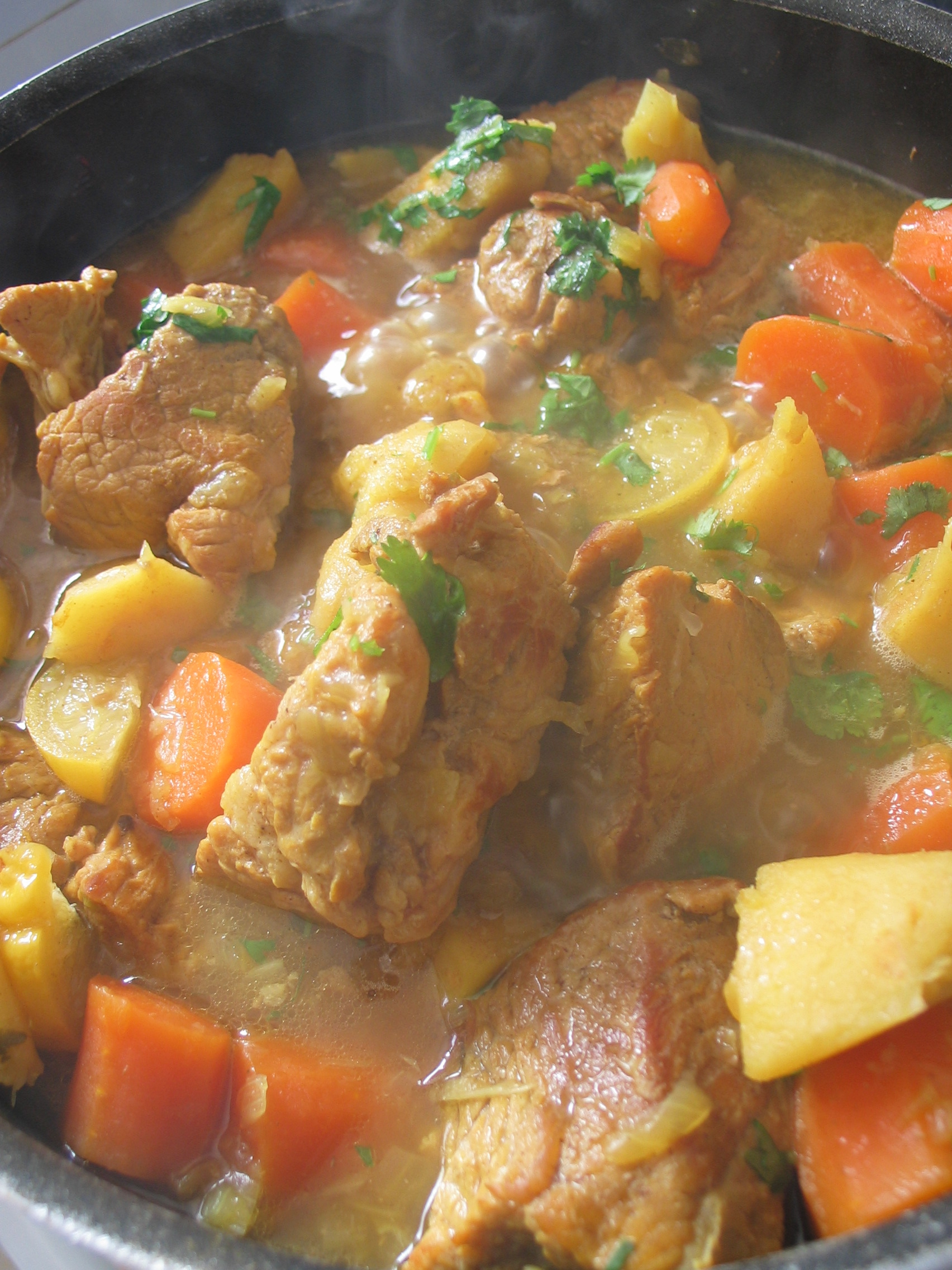
Viande de veau mijotée en tajine.

La viande de veau est issue de bovins juvéniles n'ayant pas plus de huit mois, par opposition à la viande de bœuf provenant de bovins plus âgés. Cette viande provient majoritairement de bovins de race laitière, et souvent de sexe mâle, une partie des jeunes femelles étant utilisées pour le renouvellement des troupeaux. Classée dans les viandes blanches, la viande de veau est généralement plus chère que la viande de bœuf.

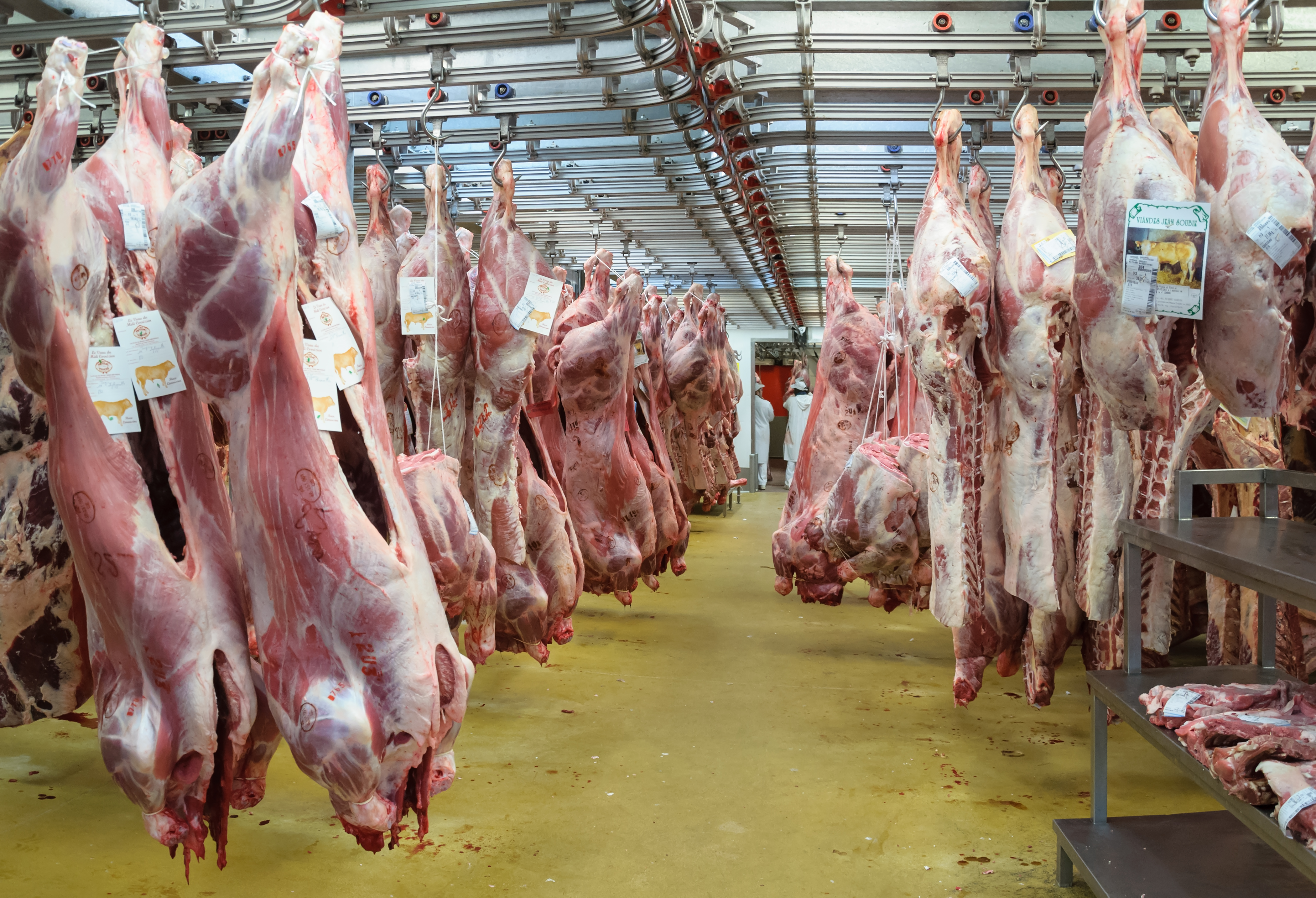
Carcasses de veau dans le secteur des produits carnés du marché d'intérêt national de Rungis, France (2011).

Dans l’Union européenne, seule peut être commercialisée sous l’appellation « veau » ou « viande de veau » la viande issue de carcasses de bovins juvéniles catégorisées « V », c'est-à-dire âgés de huit mois au plus au moment de l’abattage. Pour la viande issue de carcasses de bovins juvéniles catégorisées « X » (âgés de neuf à douze mois au moment de l'abattage), l’appellation autorisée est « jeune bovin » ou « viande de jeune bovin ».
Avec une consommation de 3,5 kilos par habitant et par an, la France est le plus gros consommateur de viande de veau en Europe. Ce pays est aussi le premier producteur (environ 200 000 tonnes équivalent-carcasse), devant les Pays-Bas et l’Italie.   
Les veaux destinés à la boucherie pour produire ce type de viande sont généralement nourris avec une alimentation lactée jusqu’à 4 ou 5 mois, alors que spontanément les veaux commencent à brouter de l’herbe ou à manger du foin à partir de l'âge de 15 jours. Ce comportement alimentaire est cependant respecté par la pratique d'élevage du « veau sous la mère » (dont il existe un label rouge depuis 1971). Cette pratique d'élevage est toutefois minoritaire car elle ne concerne que les veaux de races à viande (dites allaitantes : Limousine, blonde d’Aquitaine, bazadaise et charolaise principalement). La viande de veau est dans sa grande majorité issue de l'élevage laitier dans lequel les veaux sont des co-produits nécessaires au déclenchement d'une lactation. Selon le CIWF France : « Avec l'alimentation lactée, les veaux sont anémiés pour rendre leur viande plus claire : cette alimentation contre-nature est perpétuée pour les besoins des consommateurs. »
Au cours de journées d'études et séminaires, l'AWE (Agence Wallonne de l'Élevage) examine la diminution de la mortalité et l'amélioration de l'élevage des veaux de race blanc bleu belge.